# Washington (Georgia)
Washington település az Amerikai Egyesült Államok Georgia államában, Wilkes megyében, melynek megyeszékhelye is. Lakosainak száma 3754 fő (2020. április 1.).

## Népesség
A település népességének változása:

| 2010 | 4 134 |
| 2020 | 3 754 |